# (6537) Adamovich
(6537) Adamovich es un asteroide perteneciente al cinturón de asteroides, región del sistema solar que se encuentra entre las órbitas de Marte y Júpiter.
Fue descubierto el 19 de agosto de 1979 por Nikolái Stepánovich Chernyj desde el Observatorio Astrofísico de Crimea.

## Designación y nombre
Designado provisionalmente como 1979 QK6 fue nombrado en memoria de Alés Adamóvich (1927-1994), escritor, erudito literario y publicista ruso-bielorruso. Exhibió una combinación armoniosa de talento y responsabilidad cívica.

## Características orbitales
Adamovich está situado a una distancia media del Sol de 2,179 ua, pudiendo alejarse hasta 2,605 ua y acercarse hasta 1,752 ua. Su excentricidad es 0,196 y la inclinación orbital 4,026 grados. Emplea 1174,46 días en completar una órbita alrededor del Sol.

## Características físicas
La magnitud absoluta de Adamovich es 14,10. Tiene 4,253 km de diámetro y su albedo se estima en 0,170.